# Glanskostare
Glanskostare (Molothrus bonariensis) är en fågel i den amerikanska familjen trupialer inom ordningen tättingar. Fågeln har en vid utbredning från Västindien till Argentina och har även etablerat en population i Florida.

## Utseende och läte
Glanskostaren är en 17–21,5 cm trupial med enfärgad fjäderdräkt, glansigt svart hos hanen och rödbrun hos honan. Den skiljer sig från likartade brunhuvad kostare genom ha något längre stjärt, tunnare näbb och mer rundade vingar. Honan är generellt mörkare brun. Sången består av ljusa, gnissliga och bubblande serier, något ökande i hastighet och fallande i tonen. Den är mer varierad än sången hos brunhuvad kostare och aldrig gurglande. Lätet är ett skallrande ljud likt brunhuvad kostare.

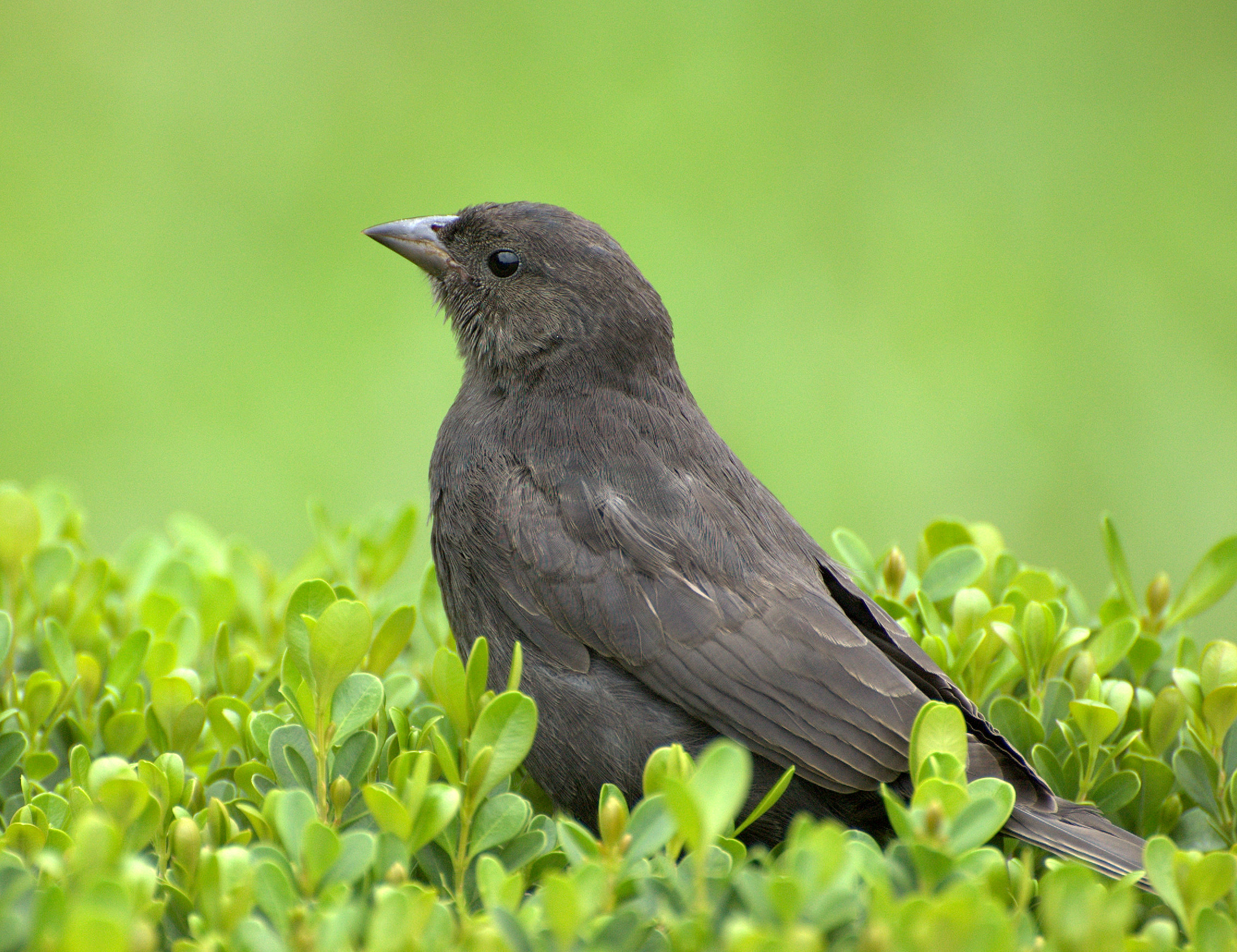
Hona

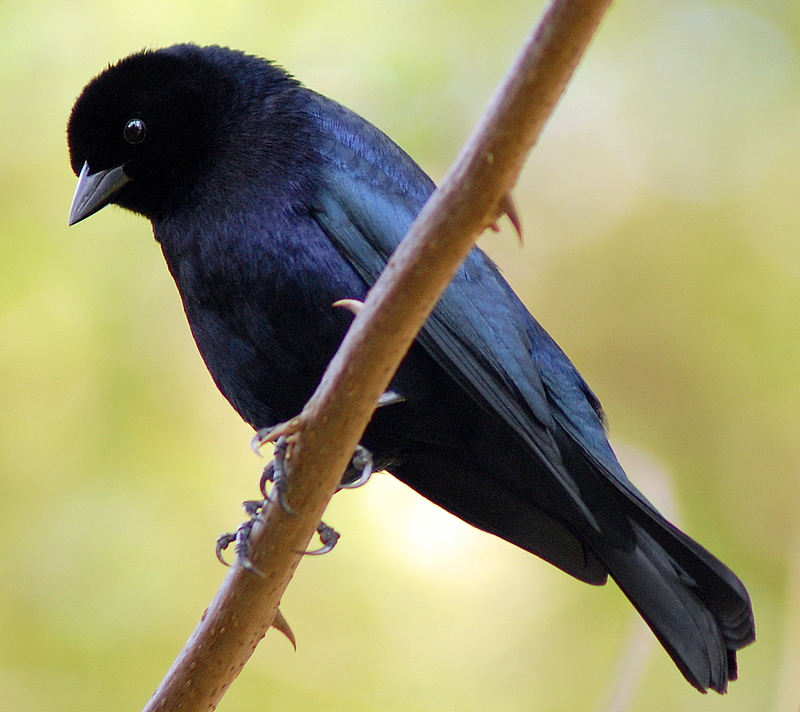
Hane

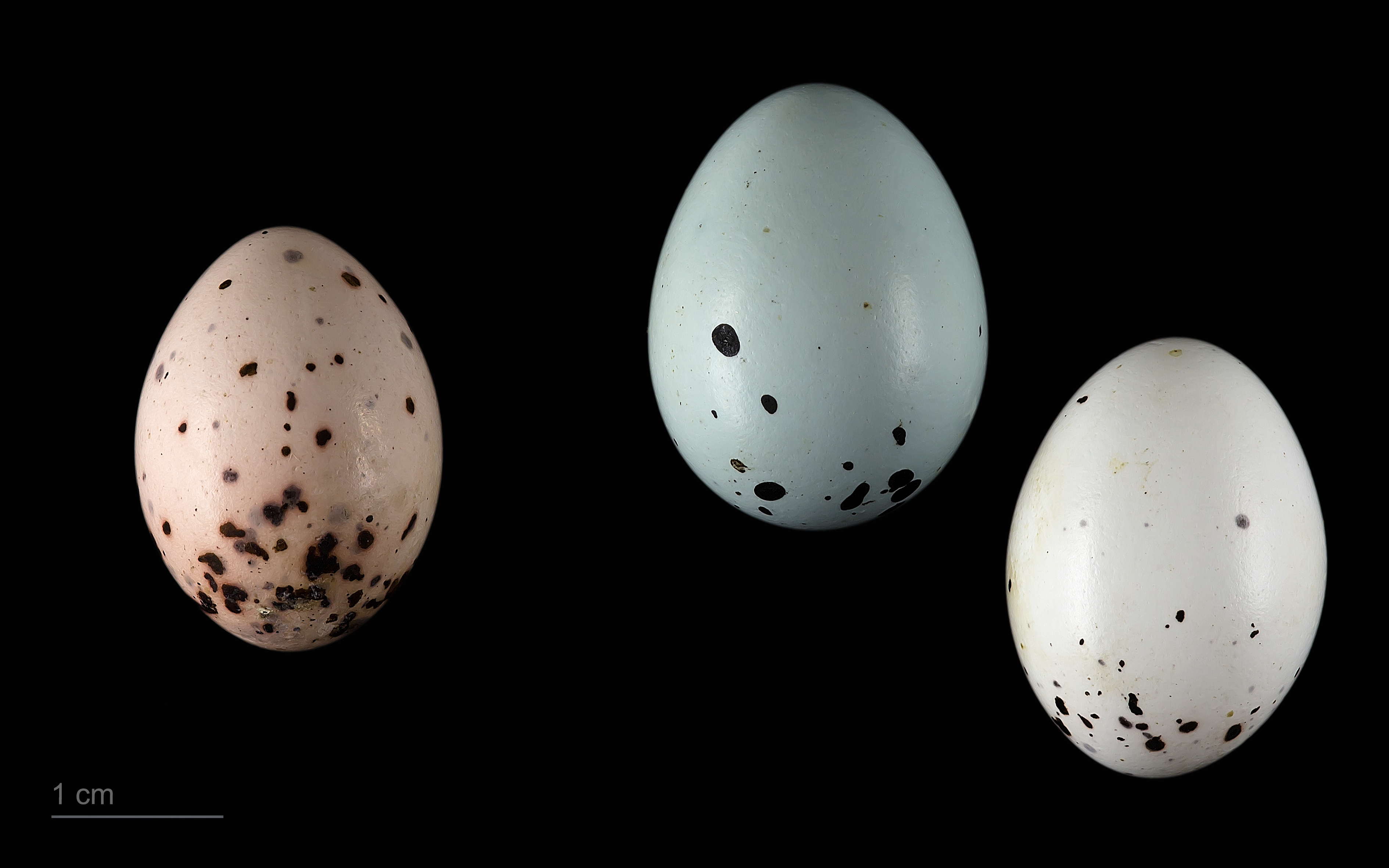
Molothrus bonariensis + Curaeus curaeus

## Utbredning och systematik
Glanskostare delas in i sju underarter med följande utbredning:
- Molothrus bonariensis minimus – Florida, Västindien, Trinidad and Tobago, samt i Guyanaregionen och norra Brasilien
- Molothrus bonariensis cabanisii– östra Costa Rica, Panama och västra Colombia
- Molothrus bonariensis venezuelensis – östra Colombia och norra Venezuela
- Molothrus bonariensis aequatorialis – sydvästra Colombia till västra Ecuador och Isla Puna
- Molothrus bonariensis occidentalis – sydvästligaste Ecuador (Loja), västra Peru och nordligaste Chile (Arica)
- Molothrus bonariensis riparius – östra Ecuador, östra Peru och Amazondalen i Brasilien österut till Óbidos i Pará
- Molothrus bonariensis bonariensis –  centrala och östra Brasilien söder om Amazonfloden söderut till östra Bolivia, Paraguay, Uruguay och Argentina (söderut till Chubut); även isolerat i Chile från Atacama till Aysén

## Levnadssätt
Glanskostare hittas i nästan alla öppna miljöer, men undviker obruten skog och täta skogsdungar. Födan består mestadels av insekter och frön. Fågeln häckar mellan mars och oktober i Puerto Rico, maj–september i Venezuela och september–februari i norra Argentina. Liksom alla kostarar är arten en boparasit.

## Status och hot
Arten har ett stort utbredningsområde och en stor population, och tros öka i antal. Utifrån dessa kriterier kategoriserar internationella naturvårdsunionen IUCN arten som livskraftig (LC).